# Alegeri pentru Adunarea Constituantă Rusă, 1917
Alegerile pentru Adunarea Constituantă Rusă au avut loc la data de 12 (25) noiembrie 1917.

## Pregătirea alegerilor
Pregătirea alegerilor pentru Adunarea Constituantă Rusă au început imediat după Revoluția din Februarie. Cu toate acestea Guvernul Provizoriu Rus, 1917 care din această cauză era numit și «Provizoriu», ce trebuia sa funcționeze numai pînă la convocarea Adunării Constituante nu se grăbea să organizeze alegerile.  La data de 14 iunie 1917 alegerile pentru Adunarea Constituantă au fost programate pentru 17 septembrie iar convocarea membrilor acesteia pe 30 septembrie. Însă pe 9 august Guvernul Provizoriu fiind sub președinția lui Alexandr Kerenski a decis ca alegerile să fie programate la data de 12 noiembrie, iar convocarea membrilor Adunării Constituante  pe 28 noiembrie 1917.
Imediat după Revoluția din Februarie la 27 octombrie 1917 Consiliul Comisarilor Poporului adoptă și publică sub semnătura lui Vladimir Ilici Lenin ca alegirile pentru Adunarea Constituantă sa se petrecă pînă la termenul stabilit de 12 noiembrie 1917.
În conformitate cu regulamentul prezent «toate comisiile electorale, administrația locală, consiliile de lucrători și deputați și soldații de pe front trebuie sa exercite toate eforturile pentru a asigura desfășurarea liberă și corectă a alegerilor pentru Adunarea Constituantă la momentu desemnat. Astfel guvernul Sovietic a fost format temporar pană la convocarea Adunării Constituante.

## Dispoziții generale ale alegerilor
La 25 martie a fost luată decizia cu privire la necesitatea de a se forma o conferinta Speciala pentru pregătirea proiectului privind Regulamentul alegerii Adunării Constituante. Componența acestui organ s-a format în mai mult de o lună și a intrat în funcție pe 25 mai.
În componența conferinței Speciale (în iulie se numărau 82 de membri) au fost incluși 12 experți în drept public, în special profesorul V.M.Ghesen, profesorul S.A.Kotlyarevsky și alții.
Lucrările la proiectul de dispoziție privind alegerea Adunării Constituante au fost finalizate în august 1917.
Ca urmare s-a adoptat cea mai democratică lege electorală pentru Adunarea Constituantă: alegeri generale,egale,direct prin votul secret.
Legislația adoptată a cunoscut o dezvoltare mult mai rapidă decît legislațiile electorale din alte țari și a fost revoluționar pentru Rusia:
- Femeilor le-au fost acordat dreptul de vot (prima dată în lume).
- A fost stabil pentru acea perioadă vîrsta de calificare la 20 ani în (Marea Britanie, SUA, în Franța- la 21 ani și în Belgia, Germania, Olanda,Spania- la 25 ani).
- Rusia a fost prima țara din lume care a acordat drept de vot cadrelor militare.
- Situația privind alegerea Adunării Constituante nu recunoștea calificarea de proprietate,calificarea de rezistență, alfabetizare și restricții pe motive religioase sau etnice.

## Desfășurarea alegerilor
La 12 noiembrie 1917 au început alegerile. În timpul alegerilor din Petrograd s-au adunat trupele loiale ale bolșevicilor. După alegeri bolșevicii au început represaliile asupra cadeților.Partidul Constituțional Democratic a fost declarat oficial «dușmanii poporului» si au început arestarea membrilor săi. Mai puțin de 2% din membrii Adunării cît și cadeții au fost neutralizați și le-au interzis participarea la activitați.

## Rezultatele alegerilor
Alegerile s-au încheiat cu victoria Partidul Socialist Revoluționar avînd aproximativ de două ori mai multe voturi(40% conform datelor oficiale) fața de Partidul Comunist al Uniunii Sovietice.
În acest caz alegerile pentru Adunarea Constituantă, partidul Revolutionarilor Socialiști de Stînga participau cu Partidul Socialist Revoluționar pe aceeași listă ca o organizație de dreapta și stînga Partidul Socialist Revoluționar pană la congresul Revoluționarilor Socialiști de Stînga la data de 2—11 decembrie (19—28 noiembrie) 1917 era reprezentată de un singur partid. Din momentul formării listelor fracțiunii Revoluționarilor Socialiști de Stînga erau în minoritate în partidul Partidul Socialist Revoluționar, dar de regulă Revoluționarii Socialiști de Stînga erau mai puțini iar în liste ultimii. Acea parte a țărănimii care au susținut partidul Revoluționarilor Socialiști de Stînga prin vot pe lista generală asigura celor de la Partidul Socialist Revoluționar mandatul. Turul de scrutin care nu reflecta proporția grupurilor politice de după Revoluția din Octombrie nu ar fi putut afecta compoziția membrilor Adunarii Constituante. Există puncte de vedere diferite cu privire la repartizarea voturilor, dar se crede că Partidul Comunist al Uniunii Sovietice cîștiga majoritatea voturilor în orase,în timp ce în zonele rurale populația a sprijinit Partidul Socialist Revoluționar.  Așa cum în Petrograd la alegeri au participat aproximativ 930 mii persoane, pentru bolșevici au votat 45%, pentru cadeți- 27%, pentru Partidul Socialist Revoluționar - 17%. În Moscova bolșevicii au primit 48%. Un sprijin semnificativ pentru bolșevici l-au acordat armata: pe frontul de Nord ei au primit 56% din voturi, pe cel din Vest - 67%; flota Baltică - 58,2%, în 20 de regiuni din Nord-Vest și cele centrale bolșevicii au fost sprijiniți de un total de 53,1% din alegatori.  
Partidul Socialist Revoluționar a obținut o majoritate absolută de voturi în zonele neindustrializate și pe frontul de sud: Stavropol (Caucaz)- 90%, Altai - 86%, Frontul Caucazian - 86%, Tomsk - 85%, Kursk - 82%, Penza - 82%, Voronej - 80%, Tobol - 78%, Vologda - 75%, Tambov - 71%, Harkov - 71%, Mogilev - 70%, Arhanghelsk - 69%, Enisei - 66%, Simbirsk - 64%, Orlovsk - 63%, Regiunea Baikal - 61%, Pskov - 61%, Frontul Romînesc - 59%, Samara - 58%, Viatka - 57%, Riazan - 57%, Amursk - 55%, Nijni Novgorod - 54%, Tavria - 53%, Irkutsk - 53%, Astrahan - 52%, Perm - 52%, Saratov - 52%, Herson - 51%.
Prezența la vot în proporții mai mici de 50% din alegători (44,5 milioane din 90), cît și dezinteresul explică faptul că al doilea Congres al muncitorilor si soldaților deputați au luat toate decretele cele mai importante, astfel că formarea Adunării Constituante nu a fost clară pentru mulți. 
Revoluționarii Socialiști de Stînga au fost susținuți de bolșevici pentru a da puterea Sovieticilor. Astfel bolșevicii și Revoluționarii Socialiști de Stînga au acumulat mai mult de 30% din voturi. 
Rezultatele alegerilor au arătat că majoritatea voturilor (aproximativ 80%) le-au primit partidele socialiste.

## Variațiile
Diferite surse oferă diferite informații despre alegeri; de-a lungul mai multor ani au fost strînse informații de către diferiți cercetători și publicate in anul 1930 ca o colecție de documente «Adunarea Constituantă Rusă». În 1917 toate documentele și materialele legate de procesul verbal al reuniunii Stenografilor de la 5 ianuarie se menționa: Discrepanță la datele digitale pentru unele regiuni de alegători, în cazuri speciale foarte semnificative. Nu se exclud și sursele moderne; de exemplu, înafară de Partidul Socialist Revoluționar, Social-Democrat, Socialist Național erau prezenți și «Socialiștii», fiind necunoscuți. Mai jos sunt prezentate voturile acumulate pentru Revoluționarii Socialiști de Stînga, fară o explicație a acestor cifre în lipsa listelor electorale.
Rezultatele de pe saitul Universității George Mason :
| Partidul                                      | Numărul voturilor | Ponderea voturilor, % | Numărul mandatelor (din 767) |
| --------------------------------------------- | ----------------- | --------------------- | ---------------------------- |
| Partidul Socialist Revoluționar               | 17 943 000        | 40.4                  | 347                          |
| Bolșevic                                      | 10 661 000        | 24.0                  | 180                          |
| Partidul Socialist Revoluționar Ucrainean     | 3 433 000         | 7.7                   | 81                           |
| Partidul Constituțional Democratic            | 2 088 000         | 4.7                   | 15                           |
| Menșevic                                      | 1 144 000         | 2.6                   |                              |
| Partidul Social-Democrat Geogian de menșevici | 662 000           | 1.5                   |                              |
| Musavat (Azerbaijan)                          | 616 000           | 1.4                   |                              |
| Fracțiune (Armenia)                           | 560 000           | 1.3                   |                              |
| Revoluționarii Socialiști de Stînga           | 451 000           | 1.0                   |                              |
| Partidul Alash (Kazahstan)                    | 407 000           | 0.9                   |                              |
| Diverse partide liberale                      | 1 261 000         | 2.8                   |                              |
| Diverse partive ale popoarelor din Rusia      | 407 000           | 0.9                   |                              |
| Diverse partide de stînga                     | 401 000           | 0.9                   |                              |
| Independente                                  | 4 543 000         | 10.2                  |                              |